# Guimarães
Pour les articles homonymes, voir Guimarães (homonymie).
Guimarães est une ville du Portugal et capitale de la sous-région de l’Ave, située dans le district de Braga, dans la région du Nord. Elle est le chef-lieu d'une municipalité de 241,05 km2 et de 158 124 habitants (2011). Guimarães est une ville historique qui a joué un rôle très important dans la formation du Portugal. Son centre historique est inscrit depuis 2001 sur la liste du patrimoine mondial de l'Unesco. En 2012, la ville a été Capitale européenne de la culture, avec Maribor.

## Géographie
Guimarães est limitrophe :
- au nord, de Póvoa de Lanhoso ;
- à l'est, de Fafe ;
- au sud, de Felgueiras, Vizela et Santo Tirso,
- à l'ouest, de Vila Nova de Famalicão ;
- au nord-ouest, de Braga.

## Histoire
La ville est historiquement associée à la fondation et à l'identité de la nationalité portugaise. Guimarães, ainsi que d'autres lieux de peuplement, précède et prépare la fondation du Portugal, étant connue comme le « berceau de la nation portugaise ». Ici a eu lieu en 1128 une partie des principaux évènements politiques et militaires, qui mèneront à l'indépendance et la naissance d'une nouvelle nation. Pour cette raison, il est inscrit dans l'une des tours de l'ancienne muraille de la ville "Aqui nasceu Portugal" ("Ici est né le Portugal"), référence historique et culturelle aux habitants et aux visiteurs.
Pré et protohistoire
Le secteur auquel appartient Guimarães montre un peuplement permanent depuis au moins l'âge du cuivre, comme en témoigne la présence dans la paroisse de citânias de Briteiros et Sabroso ou un site archéologique de Penha.
L'Ara de Trajan montre l'utilisation par les Romains des sources chaudes du village de Caldas das Taipas.
La fondation de Guimarães à la fondation du Portugal 
L'action politique de la reconquête organisée par le Royaume des Asturies avec l'intervention du noble et premier Comte de Portugal, Vímara Peres, durant le IXe siècle permet la fondation d'un petit bourg fortifié sous le nom de « Vimaranis » (devenant plus tard « Guimaranis »). La formation médiévale de la ville actuelle de Guimarães se fait au Xe siècle. À cette époque, la comtesse Mumadona Dias, veuve Hermenegildo Mendes, avait construit sur sa propriété de « Vimaranes » un double monastère, devenu un pôle d'attraction et qui fut à l'origine de la fixation d'un groupe de population connue comme la ville basse. Parallèlement et pour la défense de son agglomération, la comtesse fit construire un château à quelques minutes de marche, sur le haut de la colline, créant ainsi un deuxième point de fixation nommé le haut village. Les deux noyaux étant reliés par la Rua de Santa Maria.
Plus tard, le monastère est devenu collégial et royal et a acquis une grande importance en raison des privilèges et des dons que les rois et les nobles lui ont donnés. Il est devenu un important centre de pèlerinage, et de partout ont afflué croyants avec prières et promesses.
En 1095, le comte Henri de Portugal, père d'Alphonse Ier, y installe sa cour et la ville est choisie comme capitale du Comté de Portugal.
L'attribution au Comte Henri de la première charte nationale (considérée par certains comme antérieure à celle de Constantin Panóias), de date inconnue, mais peut-être en 1096, témoigne de l'importance croissante à l'époque de la ville de Guimarães.
Le 24 juin 1128, la bataille de São Mamede aurait eu lieu dans les environs de Guimarães.
Le comte Alphonse Henriques, après sa victoire à Ourique, y règne comme premier roi de Portugal à partir de 1139.
Moyen Âge
La ville continue de croître et de s'organiser. Elle est partiellement entourée d'un mur de défense sous le règne du roi D.Dinis. Entre-temps, les ordres mendiants (ordres religieux) se sont installés à Guimarães et aident à façonner la ville. Par la suite, les deux pôles se confondent en un seul, après la réduction du mur qui séparait les deux centres de peuplement dans le règne du roi D.Joao Ier, la ville intra-muros ne va plus trop se modifier, on observe l'expansion extra-muros avec la création de nouvelles routes comme la rue dos Gatos.

## Démographie
| 1801   | 1849   | 1864   | 1878   | 1890   | 1900   | 1911   | 1920   | 1930   |
| ------ | ------ | ------ | ------ | ------ | ------ | ------ | ------ | ------ |
| 47 465 | 46 619 | 44 188 | 46 277 | 49 738 | 54 910 | 58 997 | 56 359 | 65 417 |

| 1940   | 1950   | 1960    | 1970    | 1981    | 1991    | 2001    | 2004    | 2006    |
| ------ | ------ | ------- | ------- | ------- | ------- | ------- | ------- | ------- |
| 82 120 | 97 064 | 116 272 | 121 145 | 146 959 | 157 589 | 159 576 | 161 876 | 162 572 |

| 2008    | 2009    | 2011    | - | - | - | - | - | - |
| ------- | ------- | ------- | - | - | - | - | - | - |
| 162 636 | 162 592 | 158 124 | - | - | - | - | - | - |

## Transports
Gare : la gare de Guimarães est située au sud de la ville.
Bus : Guimarães possède 32 lignes d'autobus.
Routes : la ville est reliée au sud par la A7 (Vila do Conde), à l'ouest par la A11 (IP9) et au nord par la N101 (Braga) qui traverse la ville d'est en ouest et qui part en direction de Felgueiras au sud-est de la ville.

## Économie
Son économie repose sur l'agriculture, l'industrie surtout la coutellerie et les textiles.
La ville de Guimarães et sa banlieue sont réputées pour leur savoir-faire dans la production de chaussures de haute qualité.
Beaucoup de marques portugaises de textiles sont basées à Guimarães.
- Lion of Porches
- SMK Jeans
- Decenio
- Herbrand
- Ricon...

## Commerce
La ville possède deux centres commerciaux :
- GuimarãeShopping ;
- Espaço Guimarães.

Pour effectuer ses courses en plein air, le centre-ville et ses ruelles offrent un grand nombre de boutiques de souvenirs, d'objets traditionnels et de prêt-à-porter.

## Patrimoine
Le 13 décembre 2001, le centre historique de Guimarães fut déclaré Patrimoine mondial de l'humanité par l'Unesco pour ses monuments qui datent du Moyen Âge et qui, remarquablement conservés, montrent l'évolution de l'architecture au cours des temps.
La ville possède un magnifique château, le château de Guimarães et le Palais des ducs de Bragance.

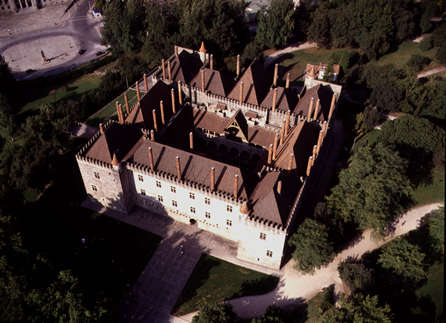
Le Palais des ducs de Bragance.
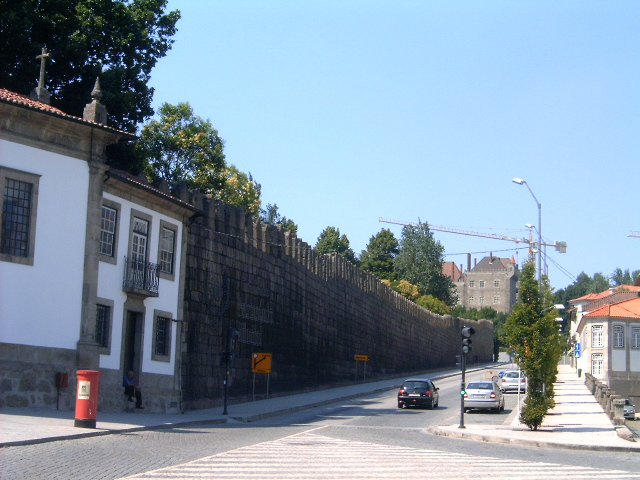
Les murs de la ville.
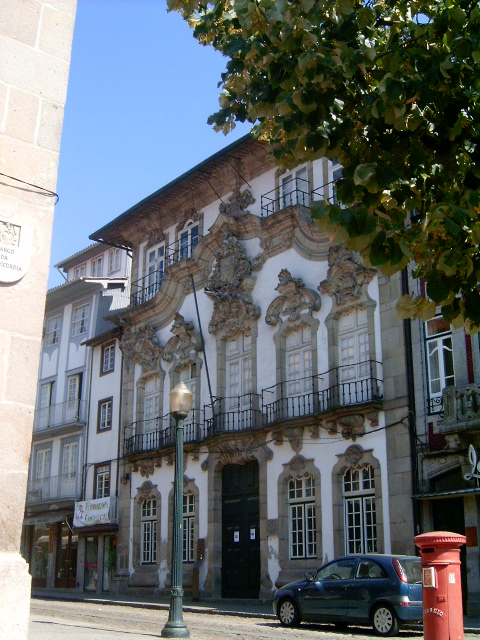
Casa dos Lobos.
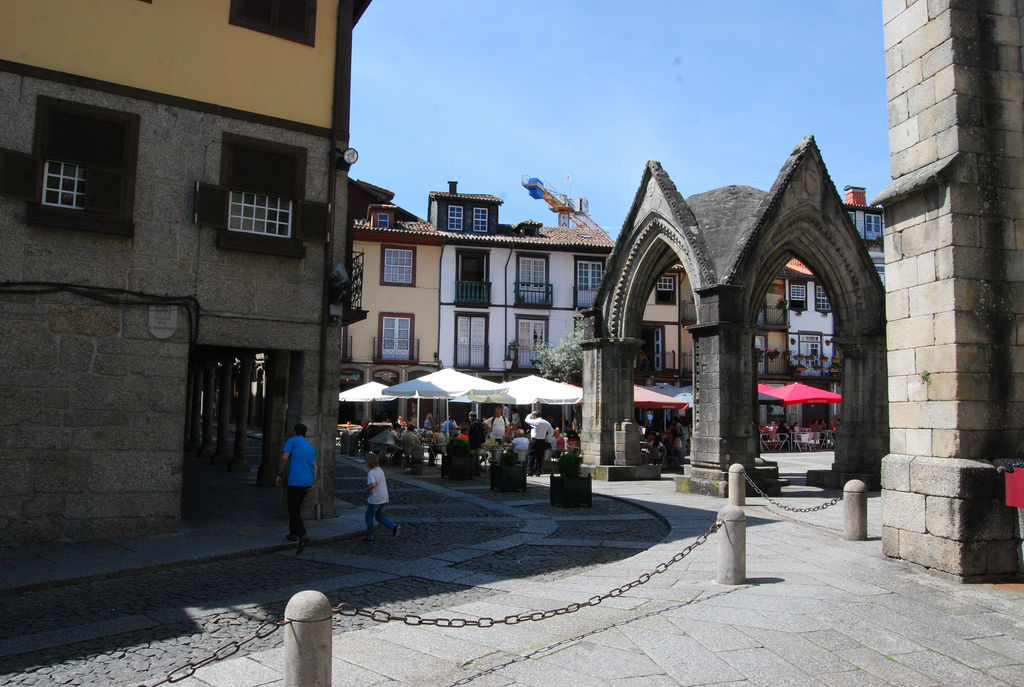
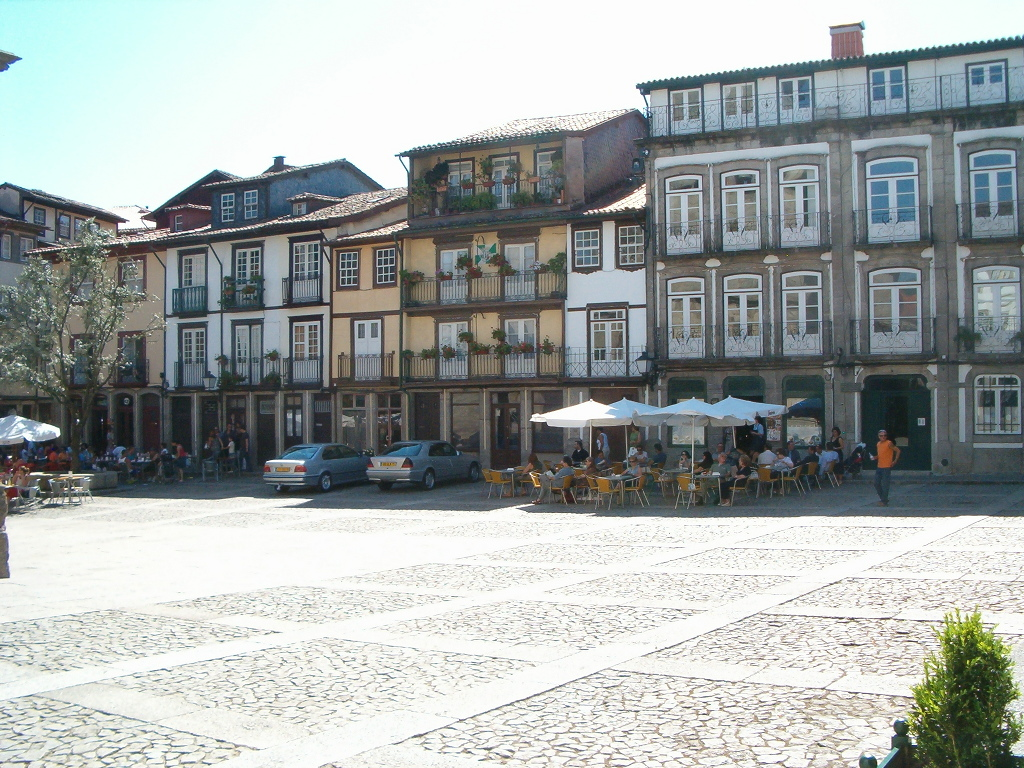
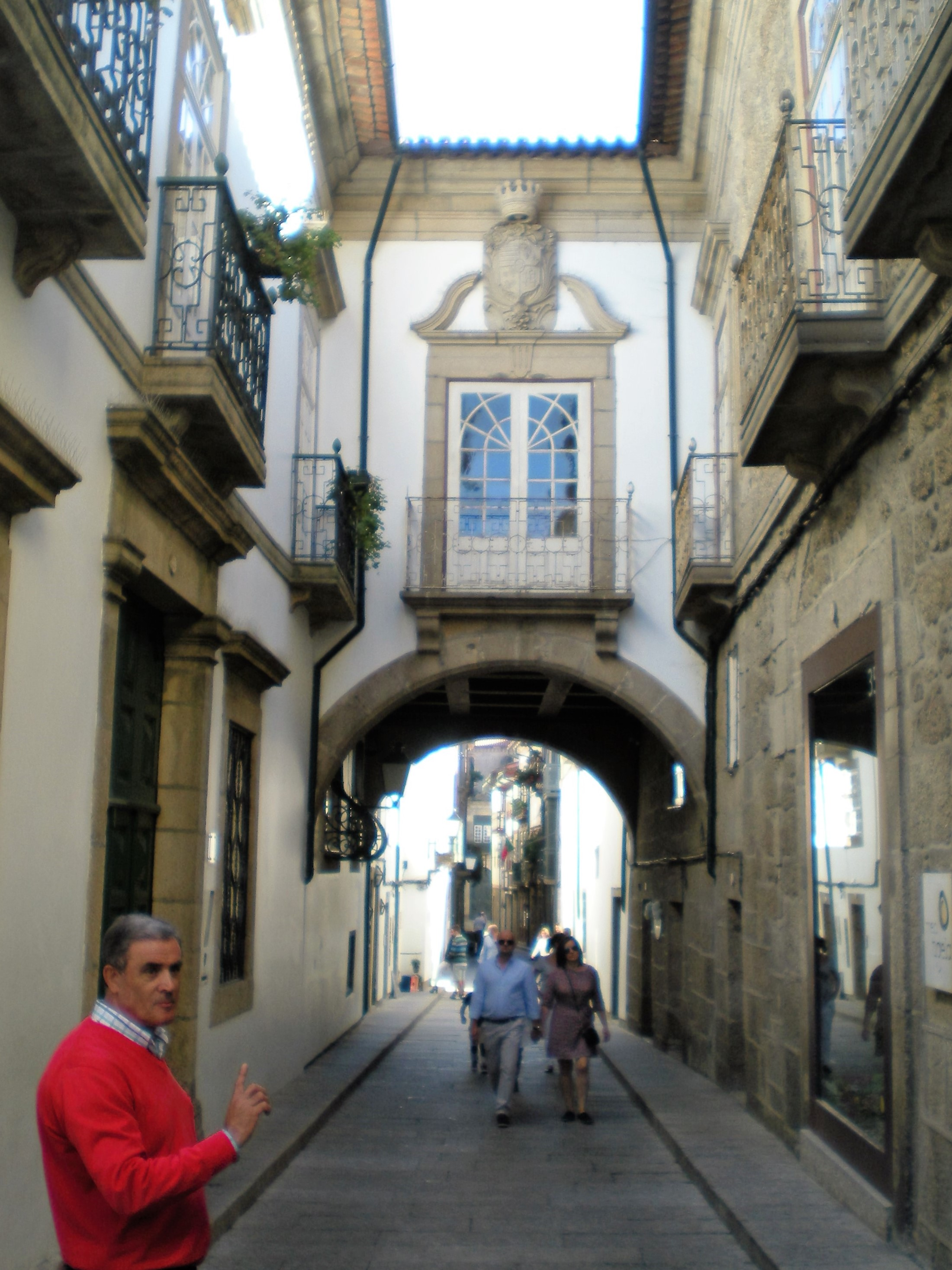
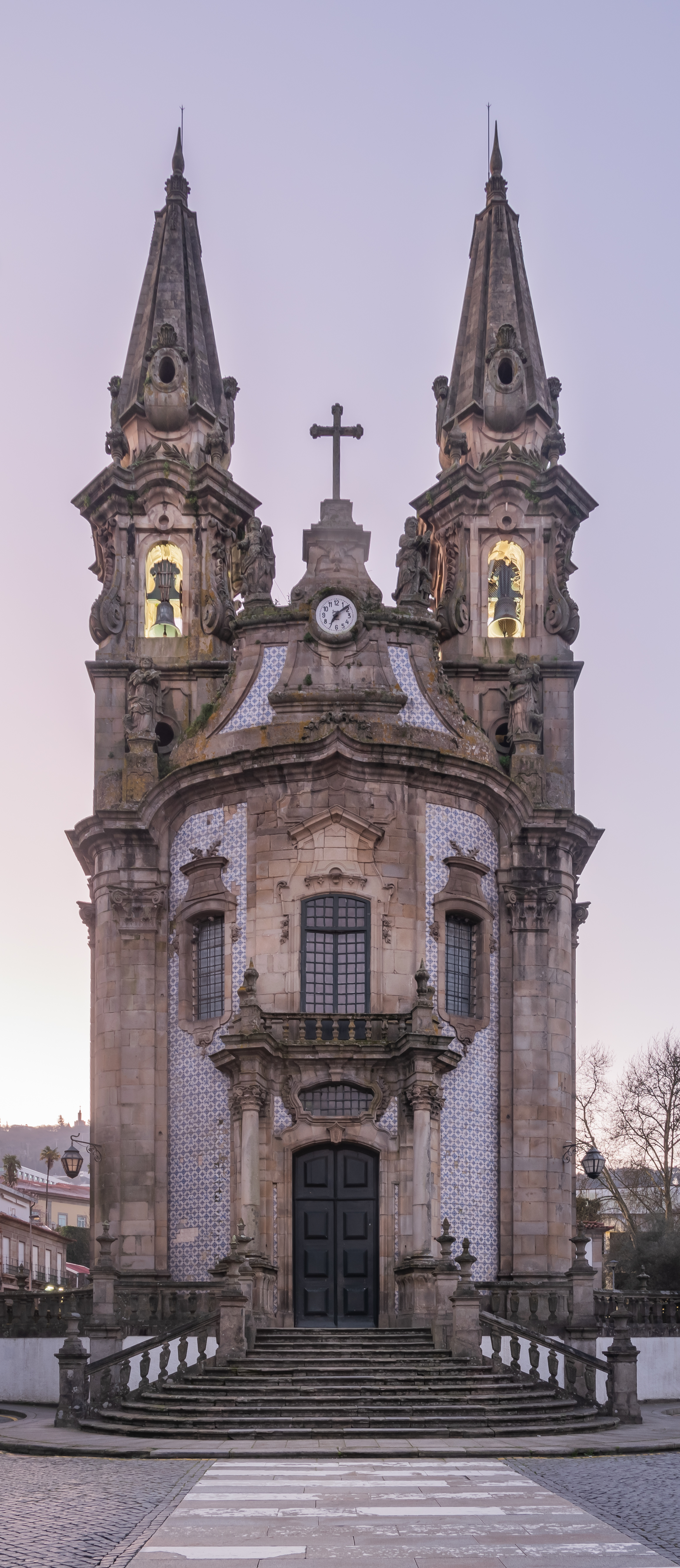
Nossa Senhora da Consolação e Santos Passos.

### Château de Guimarães

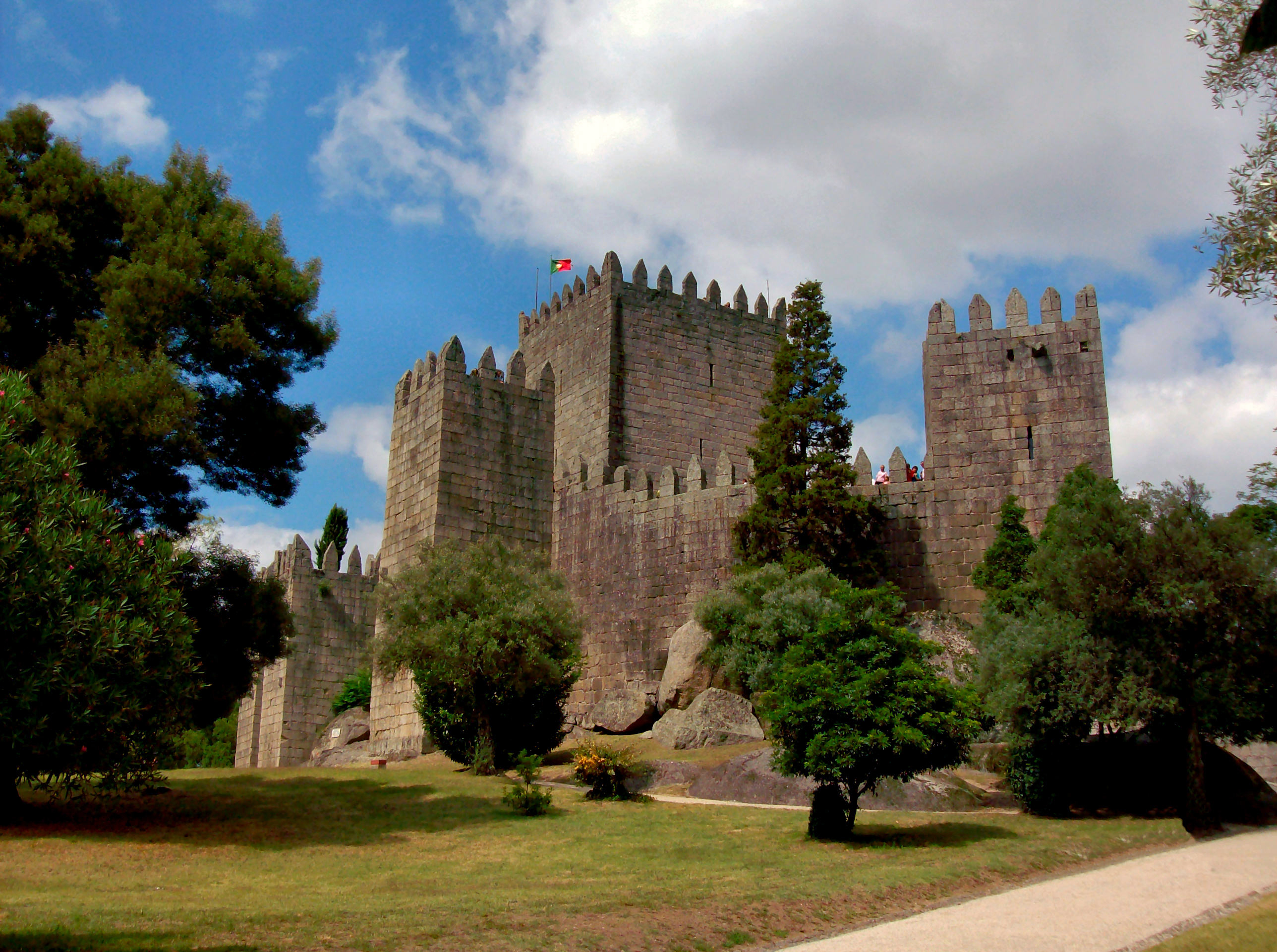
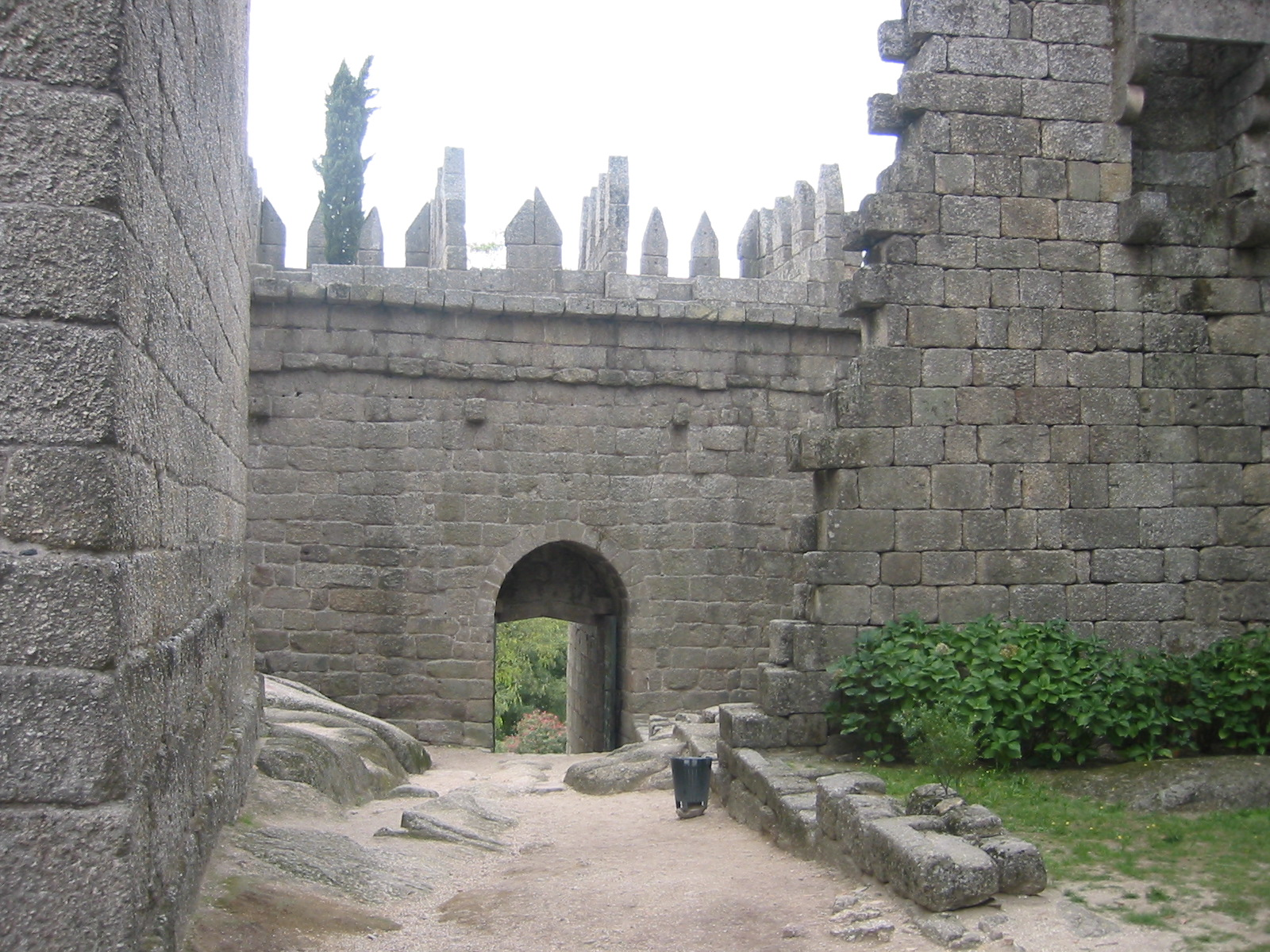
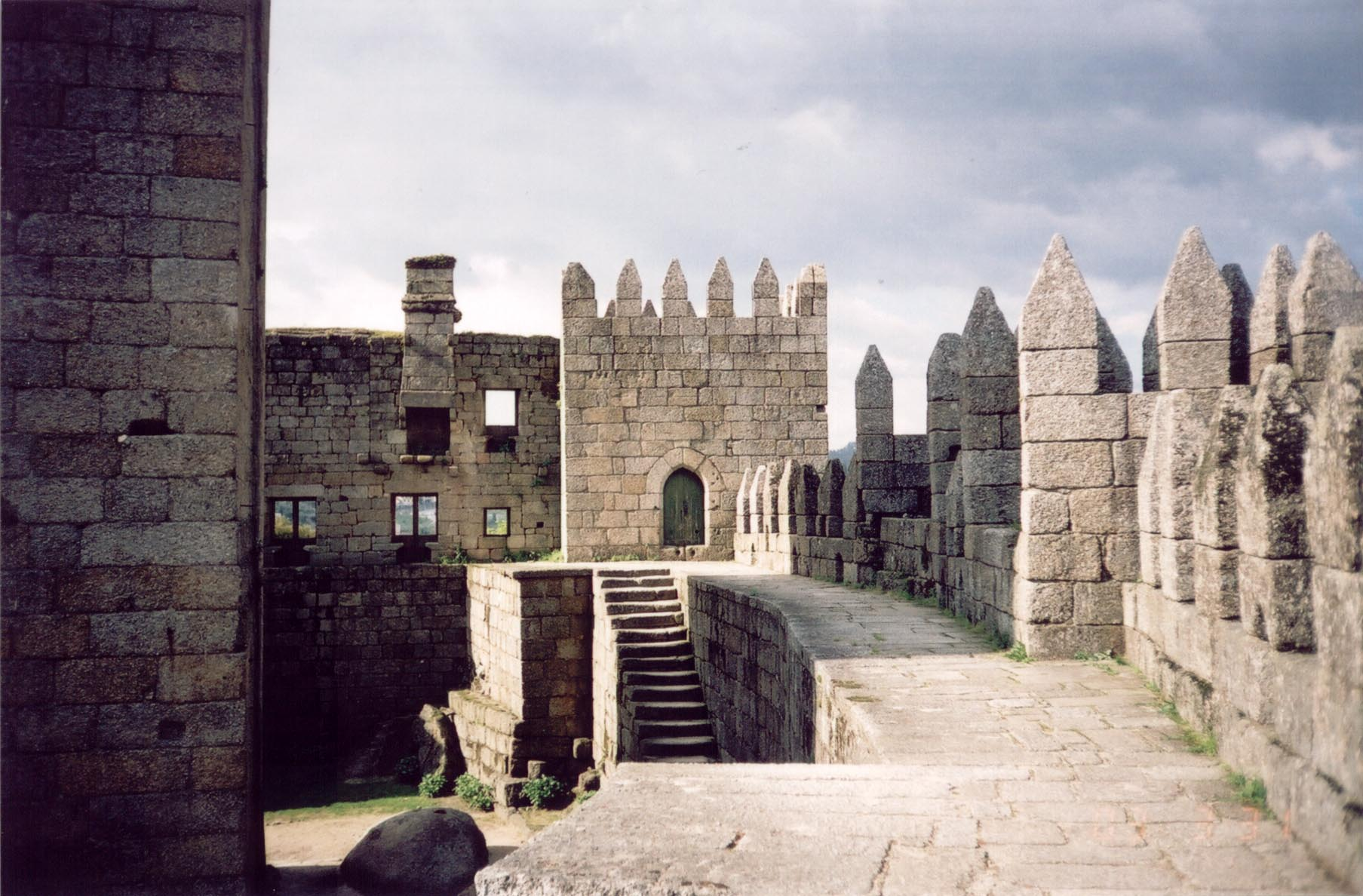
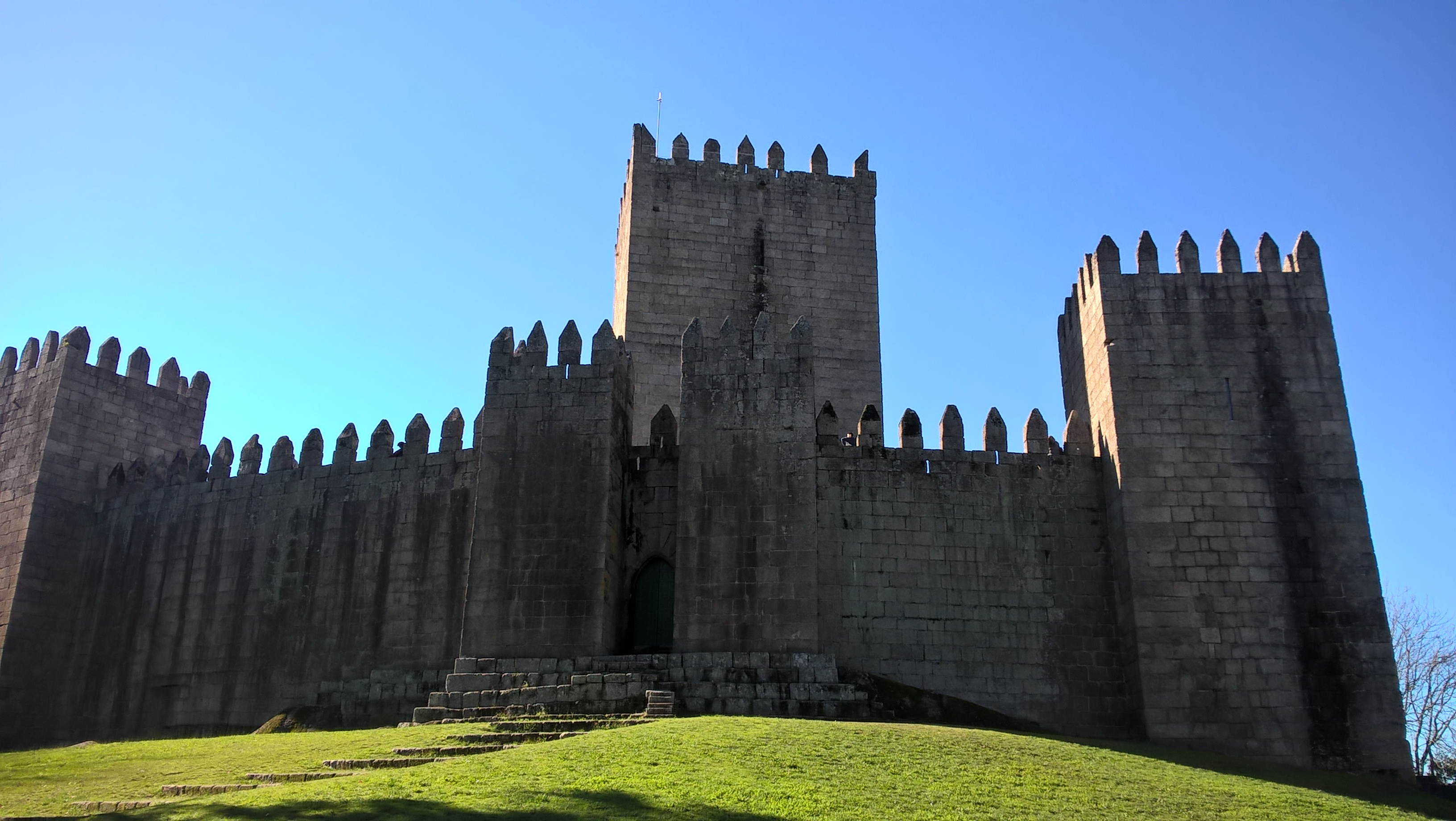
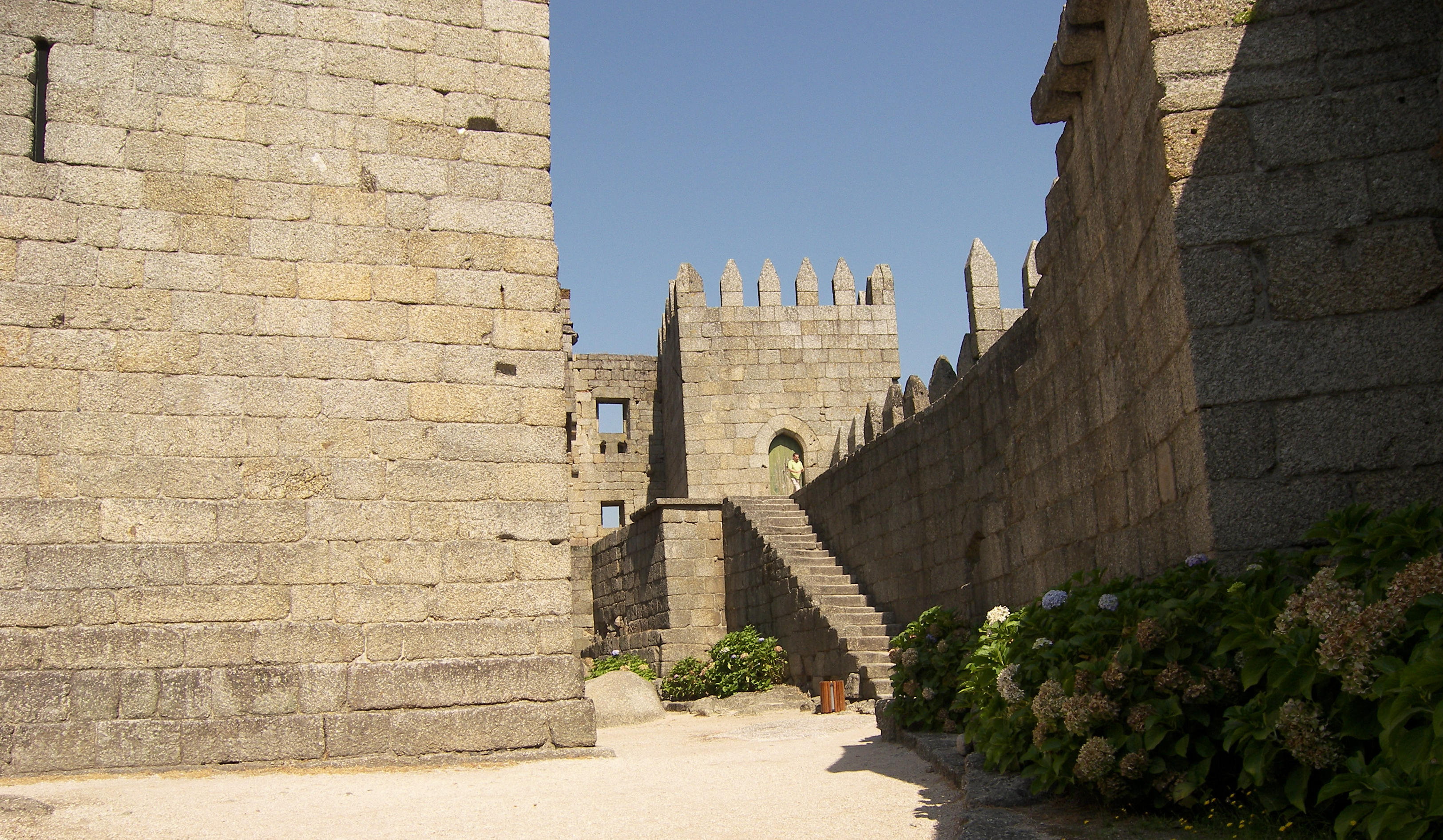

## Jumelages
La ville de Guimarães est jumelée avec :
- Londrina (Brésil) depuis avril 1987
- Mé-Zóchi (en) (Sao Tomé-et-Principe) depuis le 30 juin 1989
- Brive-la-Gaillarde (France) depuis le 3 juin 1993
- Igualada (Espagne) depuis le 24 juin 1995
- Tourcoing (France) depuis le 12 mai 1996
- Tacoronte (Espagne) depuis le 26 octobre 1997
- Rio de Janeiro (Brésil) depuis le 27 mai 1999
- Kaiserslautern (Allemagne) depuis le 15 septembre 2000
- Colonia del Sacramento (Uruguay) depuis le 24 juin 2001
- Compiègne (France) depuis le 24 juin 2006
- Ribeira Grande de Santiago (Cap-Vert) depuis le 24 juin 2007
- Montluçon (France) depuis le 21 décembre 2015
- Dijon (France) depuis le 31 octobre 2016

## Sport
Guimarães possède deux équipes de football évoluant en Liga Nos, le Vitória Sport Clube, domicilié au Stade D. Afonso Henriques et le Moreirense situé dans sa subdivision de Moreira de Cónegos. Ces deux équipes possèdent une reconnaissance nationale au Portugal, notamment le Vitoria Sport Clube avec deux titres nationaux : la Supercoupe du Portugal en 1988 et la Coupe du Portugal en 2013.

## Subdivisions

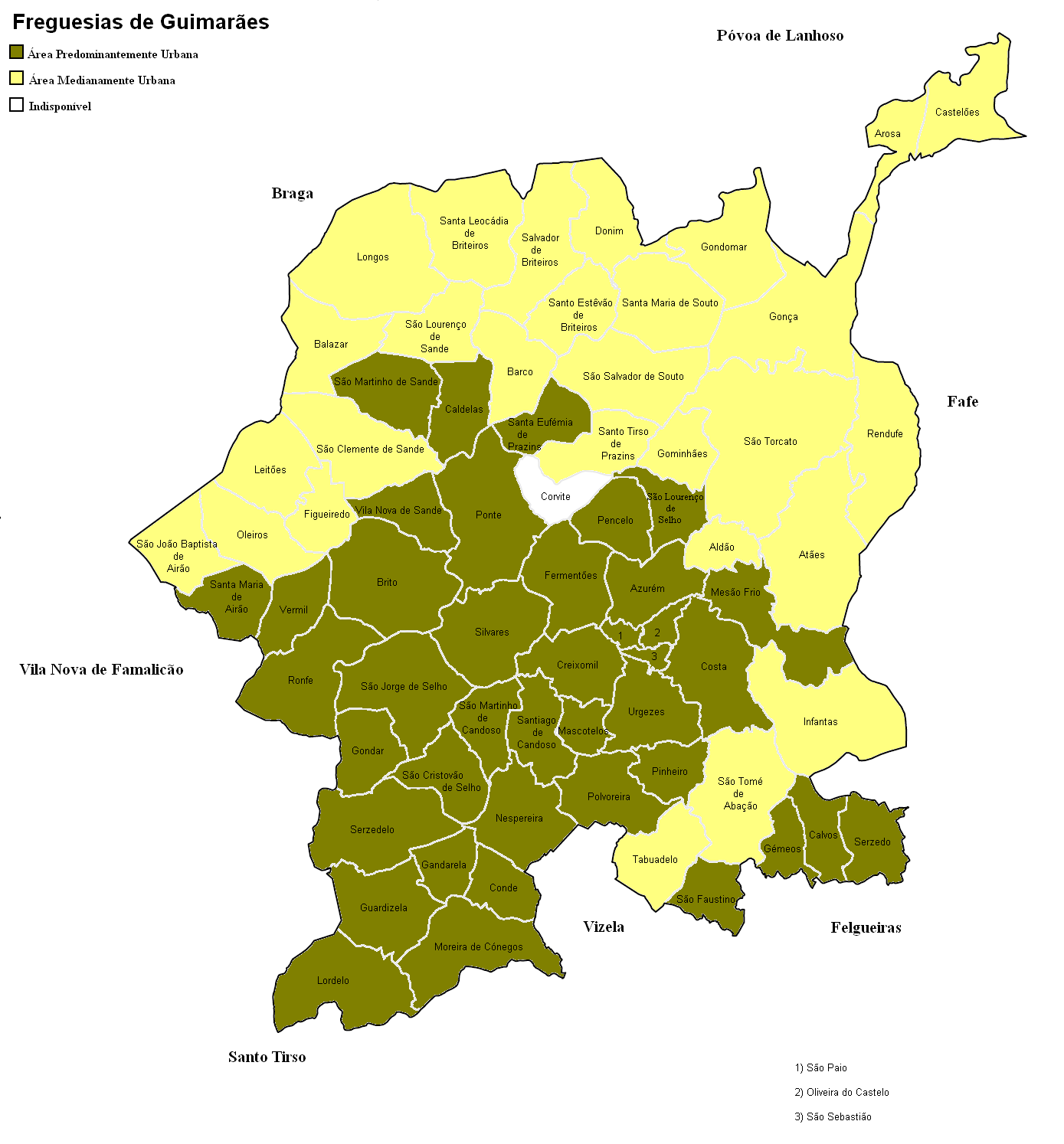
Répartition des paroisses de Guimarães selon leur typologie urbaine.

La municipalité de Guimarães groupe 69 paroisses (freguesia, en portugais) :
9 paroisses ayant le statut de ville
- Brito
- Caldelas (ville de Caldas das Taipas)
- Lordelo
- Moreira de Cónegos
- Ponte
- Ronfe
- São Jorge de Selho (ville de Pevidém)
- São Torcato
- Serzedelo

19 paroisses correspondant à un second niveau d'urbanisation
- Aldão
- Azurém
- Costa
- Creixomil
- Fermentões
- Gondar
- Mascotelos (Guimarães)
- Mesão Frio
- Oliveira do Castelo
- Pencelo
- Polvoreira
- Santiago de Candoso
- São Cristóvão de Selho
- São Lourenço de Selho
- São Martinho de Candoso
- São Paio
- São Sebastião
- Silvares
- Urgezes

15 paroisses correspondant à un troisième niveau d'urbanisation
- Calvos
- Conde
- Corvite
- Gandarela
- Gémeos
- Guardizela
- Nespereira
- Pinheiro
- Santa Eufémia de Prazins
- Santa Maria de Airão
- São Faustino, auparavant nommée São Faustino de Vizela
- São Martinho de Sande
- Serzedo
- Vermil
- Vila Nova de Sande

26 paroisses correspondant à un quatrième niveau d'urbanisation
- Arosa
- Atães
- Balazar
- Barco
- Castelões
- Donim
- Figueiredo
- Gominhães
- Gonça
- Gondomar
- Infantas
- Leitões
- Longos
- Oleiros
- Rendufe
- Salvador de Briteiros
- Santa Leocádia de Briteiros
- Santa Maria de Souto
- Santo Estêvão de Briteiros
- Santo Tirso de Prazins
- São Clemente de Sande
- São João Baptista de Airão
- São Lourenço de Sande
- São Salvador de Souto
- São Tomé de Abação
- Tabuadelo